# Gustáv Husák
Gustáv Husák szül. Huszák Ágoston (Pozsonyhidegkút, ma Pozsony, 1913. január 10. – Pozsony, 1991. november 18.) szlovák kommunista politikus, 1975 és 1989 között Csehszlovákia államfője.

## Élete, politikai pályája
Szlovák proletárcsalád harmadik gyermekeként látta meg a napvilágot a Pozsony melletti Dobrókán (Pozsonyhidegkút). Tizenhat évesen belépett a Kommunista Ifjúsági Szövetségbe, majd 1933-ban, amikor megkezdte tanulmányait a pozsonyi Comenius Egyetem jogi karán, Csehszlovákia Kommunista Pártjába (CSKP), amelynek vezető funkcionáriusa lett. Aktív tevékenységet fejtett ki a fiatalok között, haladó szellemű lapokba írt. 1936 végén részt vett a Szlovák Ifjúsági Antifasiszta Szövetség megalapításában. Jogi diplomája megszerzése (1937) után ügyvédként dolgozott és szervezkedett.
1939-ben, a Csehszlovák Köztársaság összeomlása és a CSKP betiltása után illegalitásba vonult. 1941-ben a Tiso-féle szlovák bábállam hatóságai letartóztatták és internálták. 1944 nyarán többedmagával megalapította a Szlovák Kommunista Párt (SZLKP) illegális Központi Bizottságát, amely határozatot hozott a legmagasabb szintű antifasiszta ellenállási központ, a Szlovák Nemzeti Tanács (SZNT) létrehozásáról. 1944 augusztus végétől részt vett a Szlovák Nemzeti Felkelés vezetésében. Az SZNT elnökségének tagja, alelnöke és belügyi megbízott lett.
1945 januárjában Klement Gottwald meghívására Moszkvába ment, hogy részt vegyen a nemzeti demokratikus forradalmat előkészítő pártfeladatok kidolgozásában. 1945 februárjában visszatért a már felszabadított területekre. Márciusban az SZNT küldöttségének vezetőjeként ismét Moszkvában folytat tárgyalásokat a külhoni cseh–szlovák ellenállás képviselőivel a leendő Nemzeti Front első kormányának programjáról.
Csehszlovákia felszabadulása után bekerült az SZLKP KB elnökségébe, és különböző állami tisztségeket látott el Szlovákiában. Az 1946. májusi választások után az Alkotmányozó Nemzetgyűlés tagja és a Megbízottak Testületének elnöke lett. 1948-ban – a kommunisták februári győzelme után – tovább erősödtek pozíciói a párton belül, s 1949-ben, a CSKP X. kongresszusán beválasztották a KB-ba. Karrierjét azonban nem nézte jó szemmel Gottwald pártelnök, aki Husákban egyre inkább vetélytársat látott: 1950-ben eltávolíttatta hivatalából, megfosztotta párt- és állami funkcióitól, a következő évben pedig elrendelte a letartóztatását. Ügye sokáig húzódott, végül 1954-ben bíróság elé állították és „burzsoá nacionalizmus” koholt vádjával életfogytiglani börtönre ítélték. 1960-ban szabadult, majd három évig egy pozsonyi üzemben dolgozott. 1963-ban rehabilitálták. 1968-ig a közigazgatásban és – a szlovák Akadémia munkatársaként – a tudományos életben tevékenykedett. Újra beléphetett a pártba, de funkciót sokáig nem vállalt, ám egyre élesebben bírálta a Novotný-féle dogmatikus, represszív vezetést.
Husák az 1968-as prágai tavasz idején jutott ismét fontos politikai szerephez. A prágai szövetségi kormány miniszterelnök-helyetteseként az új első titkárt, Alexander Dubčeket támogatta (annak ellenére, hogy nem volt jó a viszonyuk), majd részt vett a párt akcióprogramjának kidolgozásában és a szövetségi alkotmány törvénytervezetének előkészítésében. Nyáron aztán – számításból vagy óvatosságból – kihátrált Dubček mögül, majd miután a Varsói Szerződés lerohanta Csehszlovákiát, a szovjetekkel folytatott tárgyalásokon (ahol közvetítőként vett részt) elnyerte Brezsnyev bizalmát, és most már nyíltan Dubček ellen fordulva az antireformer frakció élére állt. Augusztus végén a Brezsnyev teljes támogatását élvező Husákot megválasztották az SZLKP KB első titkárává és a CSKP KB elnökségének tagjává, 1969. április 17-én – a párt új vezetéséről határozó plenáris ülésen – a CSKP KB első titkárává, 1971 májusában pedig pártfőtitkárrá és a Nemzeti Front (NF) KB elnökévé. Keményvonalas pártvezéri minőségében vezényelte le az 1968 utáni visszarendeződést („normalizációt”): megakasztotta a Dubček által elkezdett reformokat, kizáratta a pártból az „elhajló” reformereket, a közéletben nagyarányú tisztogatásokat rendelt el, az ellenzékkel pedig politikai perek útján igyekezett leszámolni a 70-es évek folyamán.
1975 májusában, a párt XIV. kongresszusán Gustáv Husákot megválasztották Csehszlovákia államelnökévé és a fegyveres erők főparancsnokává. Az 1976. áprilisi XV. kongresszus megerősítette főtitkári pozíciójában. 1980 májusában a Szövetségi Gyűlés két kamarája (a CSKP KB és a NF KB) újabb öt évre megválasztotta a köztársaság elnökévé.
1985-től új szelek kezdtek fújni Moszkva felől. A brezsnyevista Husák élesen szembehelyezkedett a Gorbacsov által meghirdetett glasznoszty és peresztrojka politikájával. Ellenállásában erősítette régi elvtársa, a keményvonalas, hírhedten antireformer Vasiľ Biľak, míg másik közvetlen munkatársa, a reformokra hajló, mérsékelt Lubomír Štrougal a nyitásra ösztönözte. Husák végül kénytelen volt utat engedni a „fiatalítás” irányvonalának, s 1987 decemberében távozott a párt éléről; utóda a szintén nem éppen fiatal Miloš Jakeš lett. Az ellenzékkel való tárgyalást mindvégig elutasította.
1989 decemberében, a bársonyos forradalom nyomán államelnöki funkciójáról is lemondott, 1990-ben pedig – életében másodszor – a pártból is kizárták. Ezt követően teljes visszavonultságban, elfeledve és betegeskedve élt pozsonyi otthonában, 1991 novemberében bekövetkezett haláláig. Temetésén részt vett Ján Čarnogurský szlovák miniszterelnök, akinek ez a gesztusa a csehek körében erős visszatetszést keltett, mert a Husák-féle „szlovák nacionalizmus” iránti tisztelet megnyilvánulását látták benne, amely hozzájárult a cseh–szlovák viszony kiéleződéséhez.

## Családja
Gustáv Husákot Augustín Husák vagy más néven Huszák Ágoston néven anyakönyvezték. Proletárcsaládba született: apja Huszák Nikodém (1881–1962) kőbányász és napszámos, anyja horvát nemzetiségű Fratris Magdolna volt (1882–1914), aki fia születése után egy évvel tüdőbajban meghalt. Apja újranősült. Gustáv Husák az illegalitásban ismerte meg első feleségét, a cseh származású, eredetileg jogász végzettségű színésznőt és színidirektort, Magda Lokvencovát.
1938-ban kötött házasságukból két fiú született, Vladimír (1944) és Ján (1946–2004). 1960-ban, miután Husák kijött a börtönből, elváltak; Magda 6 évvel később meghalt. Husák ez idő tájt ismerte meg (más verzió szerint jóval régebbről ismerte) az ugyancsak cseh származású, nála 10 évvel fiatalabb Viera Millerovát (sz. Čáslavská), aki akkor Jozef Miller pozsonyi ügyvéd felesége volt, és újságíró-szerkesztőként, illetve tolmácsként dolgozott. Husák kedvéért otthagyta férjét, és 1973-ban hozzáment a pártfőtitkárhoz (a házasságot állítólag Brezsnyev forszírozta). Viera 1977-ben tragikus körülmények között elhunyt; Gustáv Husákot a veszteség mélyen megrázta, és nem nősült meg többé.

## Megítélése
Gustáv Husák a korabeli csehszlovák propaganda szerint „reálpolitikus” volt, aki párt- és állami funkcióiban, az 1968 utáni „normalizáció” időszakában és a későbbiek során „a legnagyobb fokú igényesség elvét” igyekezett érvényesíteni, élvezve nemcsak a teljes párttagság, hanem a társadalom legszélesebb rétegeinek bizalmát és támogatását, egyszersmind a nemzetközi kommunista és munkásmozgalom elismerését és megbecsülését is. Ugyanezt hangoztatta a prágai kommunista vezetés nyomása alá került szlovákiai magyar sajtó, mélyen hallgatva a Beneš nyomdokain haladó Husák magyarellenes, diszkriminatív nemzetiségi politikájáról, s az 1945-ben meghozott nyilatkozatról, amelyben Husák a regionális szlovák kormányzat élén instrumentális szerepet vállalt a magyarok és németek kollektív bűnösségét deklaráló, a felvidéki magyarság jogfosztását és kitelepítését lehetővé tevő kassai kormányprogram megvalósításában. Husáknak ezek a tettei soha nem kerültek terítékre a Csehszlovák Szocialista Köztársaság és a Magyar Népköztársaság államközi kapcsolataiban.

## Magyarul megjelent művei
- Tanúságtétel a szlovák nemzeti felkelésről; ford. Sziklay László; röv. kiad.; Epocha–Kossuth, Bratislava–Bp., 1970
- Gustáv Husák beszédei és nyilatkozatai, 1-6.; Pravda, Bratislava, 1971–1988
- A CSKP XV. Kongresszusa Dokumentumok; Gustáv Husák et al. előadói beszéde; Kossuth–Pravda, Bp.–Bratislava, 1977
- Barátság, testvériség Gustáv Husák és Kádár János beszéde az 1977. szeptember 16-i magyar-csehszlovák barátsági nagygyűlésen; Kossuth, Bp., 1979
- Válogatott beszédek, cikkek; ford. Nyárády Péter, vál. Nyárády Péter, Hermann Péter; Kossuth, Bp., 1979